# Zamo (département)
Pour le village chef-lieu, voir Zamo (Burkina Faso).
Ne doit pas être confondu avec Zam (département) ou Zambo (département).
Zamo  est un département et une commune rurale de la province du Sanguié, situé dans la région du Centre-Ouest au Burkina Faso.
En 2006, le dernier recensement comptabilisait 15 548 habitants.

## Villages
Le département et la commune rurale de Zamo est administrativement composé de huit villages, dont le village chef-lieu homonyme (données de population consolidées issues du recensement général de 2006) : 
- Bekaporé (538 habitants)
- Bounga (1 367 habitants)
- Bow (835 habitants)
- Guigui (2 662 habitants)
- Koualio (1 591 habitants)
- Lia (2 725 habitants)
- Sadouan (875 habitants)
- Zamo (4 955 habitants), chef-lieu